# Sterling (Illinois)
Sterling je město v okrese Whiteside County ve státě Illinois ve Spojených státech amerických. K roku 2010 zde žilo 15 370 obyvatel. S celkovou rozlohou 15 km² byla hustota zalidnění 1277 obyvatel na km². Ve třicátých letech devatenáctého století zde vznikly dvě osady, Harrisburg a Chatham. Roku 1838 byly sloučeny a vznikla obec Sterling. Titul města (city) Sterling dostal dne 16. února 1857.